# Vidadi Rzayev
Vidadi Rzayev, né le 4 septembre 1967 à Kirovabad en Azerbaïdjan, est un footballeur international soviétique puis azerbaïdjanais, devenu entraîneur à l'issue de sa carrière, qui évoluait au poste de milieu de terrain. 
Il compte 38 sélections et 5 buts en équipe nationale entre 1993 et 1998.

## Biographie

### Carrière de joueur
Vidadi Rzayev dispute 12 matchs en Ligue des champions, pour un but inscrit,.

### Carrière internationale
Vidadi Rzayev compte 38 sélections et 5 buts avec l'équipe d'Azerbaïdjan entre 1992 et 2001. 
Il est convoqué pour la première fois par le sélectionneur national Alakbar Mammadov pour un match amical contre la Géorgie le 17 septembre 1992, où il marque son premier but en sélection (défaite 6-3). Il reçoit sa dernière sélection le 6 juin 2001 contre la Slovaquie (victoire 2-0) .

## Palmarès

### En club
- Avec le Turan Tovuz
  - Champion d'Azerbaïdjan en 1994

- Avec le Neftchi Bakou
  - Champion d'Azerbaïdjan en 1996, 1997, 2004 et 2005
  - Vainqueur de la Coupe d'Azerbaïdjan en 1996 et 2004

- Avec le Kapaz Gandja
  - Champion d'Azerbaïdjan en 1999
  - Vainqueur de la Coupe d'Azerbaïdjan en 2000

- Avec le FK Shamkir
  - Champion d'Azerbaïdjan en 2001

### Distinction personnelle
- Élu Footballeur azerbaïdjanais de l'année en 1996